# Roncus golijae
Espèce
Roncus golijae est une espèce de pseudoscorpions de la famille des Neobisiidae.

## Distribution
Cette espèce est endémique de Serbie. Elle se rencontre vers Kumanica.

## Publication originale
- Ćurčić, Dimitrijević, Makarov, Lučić & Karamata, 1997 : New and little-known false scorpions from the Balkan Peninsula, principally from caves, belonging to the families Chthoniidae and Neobisiidae (Arachnida, Pseudoscorpiones). Monographs of the Faculty of Biology, University of Belgrade, vol. 2, p. 1-159.